# カイル・シングラー
カイル・エドワード・シングラー (Kyle Edward Singler 1988年5月4日 - )は、アメリカ合衆国オレゴン州メドフォード出身の元バスケットボール選手。

## 経歴
デューク大学で4年間プレーし、2010年にはマイルズ・プラムリー、メイソン・プラムリー、ライアン・ケリーらと共にNCAAトーナメントを制し、全米制覇を成し遂げた。

その後2011年のNBAドラフトで33位でデトロイト・ピストンズから指名されるも、2011-12シーズンはNBAがロックアウトに突入したため、シングラーはリーガACBでプレーし、レアル・マドリード・バロンセストではコパ・デル・レイ優勝を経験した。

2012-13シーズンより正式にデトロイト・ピストンズと契約。

2015年2月19日の大型駆け込みトレードで、オクラホマシティ・サンダーに移籍した。